# 卡邁克爾 (密西西比州)
卡邁克爾（英語：Carmichael）是位於美國密西西比州克拉克縣的非建制地區。

## 歷史
卡邁克爾的郵局於1887年設立，其後於1956年停運。此地曾擁有一所學校和一家雜貨店。

## 地理
卡邁克爾所處的海拔為高於海平面101米（即331英呎），而該地所採用的時區為UTC-6，即北美中部時區（CST）。同時該地設有夏令時間，為UTC-6調快一小時，即UTC-5（CDT）。